# Kim Thi
Kim Thi là một huyện cũ thuộc tỉnh Hải Hưng.
Huyện được thành lập từ ngày 24 tháng 2 năm 1979 trên cơ sở hợp nhất huyện Kim Động và huyện Ân Thi.
Phía Bắc giáp các huyện Châu Giang và Mỹ Văn, phía Nam giáp thị xã Hưng Yên và huyện Phù Tiên, phía Đông giáp các huyện Cẩm Bình và Ninh Thanh, phía Tây giáp huyện Phú Xuyên của tỉnh Hà Sơn Bình và huyện Duy Tiên của tỉnh Hà Nam Ninh (ranh giới là sông Hồng).
Khi hợp nhất, đơn vị hành chính của huyện Kim Thi gồm 43 xã: Bắc Sơn, Bãi Sậy, Bảo Khê, Cẩm Ninh, Chính Nghĩa, Đa Lộc, Đặng Lễ, Đào Dương, Đức Hợp, Hiến Nam, Hiệp Cường, Hạ Lễ, Hồ Tùng Mậu, Hoàng Hoa Thám, Hồng Quang, Hồng Vân, Hùng An, Hùng Cường, Lam Sơn, Lương Bằng, Mai Động, Nghĩa Dân, Ngọc Thanh, Nguyễn Trãi, Nhân La, Phạm Ngũ Lão, Phú Cường, Phú Thịnh, Phù Ủng, Quảng Lãng, Quang Vinh, Song Mai, Tân Phúc, Thổ Hoàng, Thọ Vinh, Tiền Phong, Toàn Thắng, Vân Du, Văn Nhuệ, Vĩnh Xá, Vũ Xá, Xuân Trúc.
Ngày 4 tháng 1 năm 1982, các xã Lam Sơn và Hiến Nam được sáp nhập vào thị xã Hưng Yên.
Từ đó, đơn vị hành chính của huyện Kim Thi gồm 41 xã: Bắc Sơn, Bãi Sậy, Bảo Khê, Cẩm Ninh, Chính Nghĩa, Đa Lộc, Đặng Lễ, Đào Dương, Đức Hợp, Hiệp Cường, Hạ Lễ, Hồ Tùng Mậu, Hoàng Hoa Thám, Hồng Quang, Hồng Vân, Hùng An, Hùng Cường, Lương Bằng, Mai Động, Nghĩa Dân, Ngọc Thanh, Nguyễn Trãi, Nhân La, Phạm Ngũ Lão, Phú Cường, Phú Thịnh, Phù Ủng, Quảng Lãng, Quang Vinh, Song Mai, Tân Phúc, Thổ Hoàng, Thọ Vinh, Tiền Phong, Toàn Thắng, Vân Du, Văn Nhuệ, Vĩnh Xá, Vũ Xá, Xuân Trúc.
Ngày 27 tháng 1 năm 1996, huyện Kim Thi lại được tách trở lại như trước khi hợp nhất, thành 2 huyện Kim Động và Ân Thi:
- Huyện Ân Thi có 20 xã: Bắc Sơn, Bãi Sậy, Cẩm Ninh, Đa Lộc, Đặng Lễ, Đào Dương, Hạ Lễ, Hồ Tùng Mậu, Hoàng Hoa Thám, Hồng Quang, Hồng Vân, Nguyễn Trãi, Phù Ủng, Quảng Lãng, Quang Vinh, Tân Phúc, Tiền Phong, Vân Du, Văn Nhuệ, Xuân Trúc.
- Huyện Kim Động có 16 xã: Chính Nghĩa, Đồng Thanh, Đức Hợp, Hiệp Cường, Hùng An, Mai Động, Nghĩa Dân, Ngọc Thanh, Nhân La, Phạm Ngũ Lão, Phú Thịnh, Song Mai, Thọ Vinh, Toàn Thắng, Vĩnh Xá, Vũ Xá.